# سوپر کراس
سوپر کراس (به انگلیسی: Supercross) یک فیلم سینمایی اکشن و هیجان‌انگیز آمریکایی به کارگردانی استیو بویام با بازی استیو هاوی و مایک فوگل محصول سال ۲۰۰۵ است. این فیلم ترکیبی از روابط جوانانی است که در دنیای پرتحرک مسابقات حرفه‌ای موتورکراس شرکت می‌کنند.

## خلاصه داستان
کی سی کارلایل (هووی) و تریپ (ووگل) برادرانی هستند که در یک مسابقه موتور سواری ابرکراس با موتورسیکلت‌های خارج از جاده در یک مسیر خاکی مصنوعی، شرکت می‌کنند.

## بازیگران
- استیو هاوی در نقش کی سی کارلایل
- مایک فوگل در نقش تریپ کارلایل
- کامرون ریچاردسون در نقش پایپر کول
- سوفیا بوش در نقش زوئی لنگ
- چنینگ تیتوم
- رابرت کارادین در نقش کلای اسپارکس
- رابرت پاتریک در نقش ارل کول
- آرون کارتر در نقش اوون کول
- جی دی پاردو در نقش چوی
- آنتونیا جونز در نقش پرستار
- جیمی لیتل به عنوان خودش
- ریکی کارمایکل به عنوان خودش
- کوین ویندام به عنوان خودش[۳][۴]